# إينا غوميز
إينا غوميز (بالروسية: Инна Александровна Гомес)‏ هي مذيعة ومقدمة تلفزيونية وعارضة أزياء وعارضة وممثلة روسية (وحملت سابقاً جنسية الاتحاد السوفيتي)، ولدت في 2 يناير 1970 بموسكو في روسيا. بدأت مشوارها المهني سنة 1983.

## وصلات خارجية
- إينا غوميز على موقع IMDb (الإنجليزية)
- إينا غوميز على موقع ديسكوغز (الإنجليزية)
- إينا غوميز على موقع قاعدة بيانات الفيلم (الإنجليزية)
- إينا غوميز على موقع كينوبويسك (الروسية)